# Forêt du Cranou
La forêt du Cranou ou forêt du Crannou est une forêt domaniale située à cheval sur les communes d'Hanvec et du Faou (dans l'ancienne commune de Rumengol). C'est la plus grande forêt du département du Finistère et elle fait partie du parc naturel régional d'Armorique. Elle s'étend sur une surface de 1 321 hectares.

## Géographie
La forêt du Cranou est d'une superficie de 1 321 hectares. Son altitude varie de 60 à 321 mètres.
Le relief est formé de roches sédimentaires d'ère primaire, de schistes et quartzites de Plougastel, qui affleurent sur les sommets en crêtes déchiquetées, nommées localement roc'h.

## Histoire

### Pezrec, l'ermite de la forêt
Pezrec aurait vécu vers l'an 600 dans un recoin isolé de la forêt du Cranou, au milieu des animaux des bois. Ce qui explique que la région était connue comme étant « le pays de Pezrec », d'où des noms  comme celui de la commune de Lopérec.

### Les besoins de la «Royale»
La forêt du Cranou a été exploitée pour les besoins en bois de la marine royale à Brest, les grumes étant transportées via le port du Faou ; des documents d'archives montrent par exemple entre 1704 et 1706 l'abattage d'arbres destinés à l'armement des navires de course de Duguay-Trouin ou en 1711 pour un armement de vaisseaux du roi commandé par Desnos de Champmeslin. Les futaies de chênes et de hêtres servaient surtout, jadis, à la construction des navires. En particulier, les chênes fournissaient les mâts, car on y trouve les spécimens les plus longs et les plus droits. La forêt était sous la responsabilité d'un inspecteur dont les frères Pichot de Querdisien qui se sont succédé à la fin du XVIIIe siècle.
Édouard Vallin en 1859, dans son Voyage en Bretagne, évoque : « La forêt du Cranou, sombre retraite où les druides venaient accomplir leurs mystérieux sacrifices ».

Paul Joanne décrit ainsi la forêt du Cranou en 1890 :

« La forêt du Cranou est une forêt domaniale vaste de 607 ha, dont 204 dans la commune de Rumengol et 403 dans celle d'Hanvec ; elle est étirée sur 4 à 5 km dans le sens est-ouest. La forêt du Cranou est située sur le versant ouest des monts d’Arrée, sur des terrains accidentés échelonnés entre 100 et 260 mètres d’altitude. Le chêne est l’essence dominante (60 %), le hêtre entre dans le peuplement pour 35 %, le pin sylvestre et le pin maritime pour 5 %. Exempte de tout droit d’usage, la forêt du Cranou est traitée en futaie régulière. Elle forme une seule série d’exploitation à la Révolution de 150 ans et est partagée en 5 affectations correspondant à  5 périodes de 30 ans. […] La forêt du Cranou est traversée par le chemin de fer de Brest à Quimper. Le château du Cranou se trouve en forêt dans l’ouest du massif, et la chapelle de Saint-Conval dans le nord. Dans cette forêt, la source de Lec’h-Ouarn est fréquentée par de nombreux malades. Une autre source, à côté de la chapelle de Saint-Conval, est accompagnée de la statue du saint patron, à la tête de laquelle les fidèles jettent de l’eau pour obtenir de la pluie. »

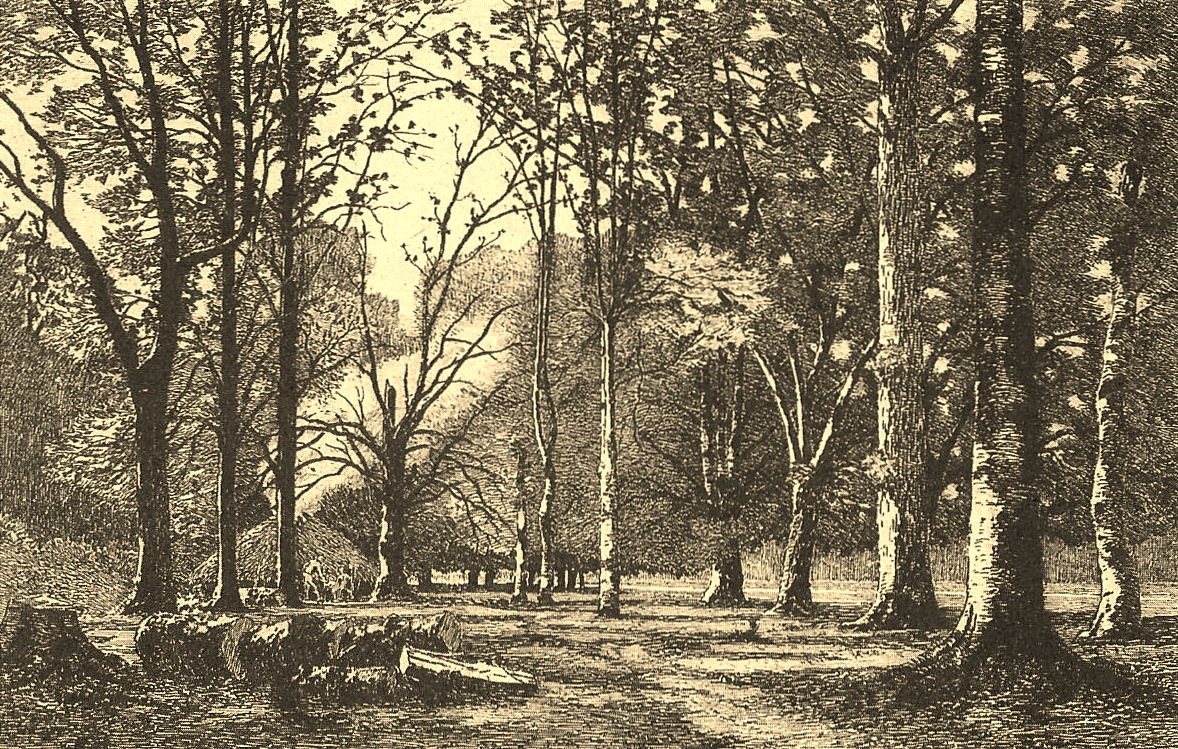
Hutte de sabotiers en forêt du Cranou (gravure anonyme, Musée départemental breton).

En 1917, un grave incendie ravage la forêt du Cranou : « Le sinistre a dû se déclarer lundi [le 23 avril 1917]. Dans la nuit, l'incendie paraissait quelque peu enrayé du côté d'Hanvec, mais prenait d'inquiétantes proportions dans la direction de Lopérec. Le sous-préfet de Châteaulin s'est rendu en personne sur les lieux pour organiser la lutte contre le fléau. Des troupes ont été envoyées en toute hâte et toutes les mesures possibles prises ».

## Activités
La forêt est un lieu privilégié du tourisme vert. Elle est traversée par le sentier de grande randonnée GR 37. Des aires de pique-nique sont aménagées.

## Faune et flore
La majeure partie de la forêt est protégée au titre du réseau Natura 2000.
Le site se situe à l'ouest et dans le prolongement immédiat du vaste ensemble de landes et tourbières des monts d'Arrée. « Il doit son intérêt à la présence de landes sèches et mésophiles (la lande humide à sphaignes y est peu représentée), de tourbières de pente (abritant la sphaigne de la Pylaie) et d'affleurements rocheux à végétation chasmophytique ». Des oiseaux comme le busard cendré, le busard Saint-Martin, la fauvette pitchou, y séjournent.
La forêt du Cranou abrite un arboretum, mis en place en 2008, s'étend sur 14 hectares et est destiné à étudier le réchauffement climatique. Il est en accès libre pour les promeneurs. Il succède au sylvetum créé dès 1970 par l'Office national des forêts et l'Institut national de la recherche agronomique et qui regroupe 51 espèces différentes de feuillus et de résineux, plantés là de manière expérimentale, afin d'étudier leur comportement aux fins de reboisement dans le contexte d'un climat océanique très humide (pluviométrie  annuelle moyenne : 1 173 mm) quasiment en permanence (il pleut autant l'hiver que l'été). Dans le cadre de l'arboretum, de nouvelles espèces d'arbres sont plantées (comme des liquidambars, des douglas d'Oregon, des araucarias du Chili, des arrayans, etc.) et 150 espèces différentes sont prévues dans un avenir proche.

## Les conséquences de la tempête Ciaran
Selon Marie Dubois, directrice de l'Office national des forêts en Bretagne, à la suite de la Tempête Ciarán de 2023, 60 % de la forêt domaniale du Cranou est par terre.

## Légende
Selon la légende de l'ermite saint Conval d'après Anatole Le Braz « E coat ar C'hranou, birviken coat na vankou » (« Dans la forêt du Cranou, jamais le bois ne manquera » ).

« Selon la légende, saint Conval s'établit d'abord dans le bois du Gars, entre Hanvec et L'Hôpital-Camfrout. Désirant y construire son oratoire, il coupa des pieds de chêne que le seigneur du lieu gardait pour en faire des timons de charette. Celui-ci, furieux, le chassa. Tout en quittant les lieux, le saint annonça que, désormais, on ne trouverait plus dans le bois du Gars de quoi façonner un timon. Cette malédiction s'est réalisée : on n'y trouve plus que taillis et fourrés. Saint Conval se réfugia alors dans le quartier du Cranou, dont le seigneur, qui avait l'âme compatissante, l'autorisa à disposer de tous les arbres qui lui plaisaient. En récompense, le saint déclara que, dans la forêt du Cranou, jamais le bois ne manquerait. Ce qui, jusqu'à présent, s'est vérifié. »

L'abondance et la qualité du bois d'œuvre de la forêt du Cranou a une explication légendaire, voir la Légende des Sept-Saints, dont le texte intégral des diverses versions.

## Cinéma
Le film Histoires d'Outre-Tombe de Jérôme Classe été tourné en 2010 dans la forêt du Cranou.